# Eredvi (gemeente)
De gemeente Eredvi (Georgisch: ერედვის მუნიციპალიტეტი, Eredvis moenitsipaliteti) is een zogeheten Tijdelijke Administratief-Territoriale Eenheid in het noorden van Georgië en is feitelijk gelegen in de afgescheiden republiek Zuid-Ossetië. De territoriale eenheid valt formeel onder de 'Provisionele Territoriale Eenheid Zuid-Ossetië', het door de centrale Georgische autoriteiten erkende gezag over Zuid-Ossetië. De bestuurlijke eenheid werd in 2006 geïntroduceerd ten behoeve van het lokaal bestuur over de Georgische dorpen in het gebied waar Georgië nog gezag over had. Het gebied staat sinds 2008 feitelijk geheel onder controle van de separatistische autoriteiten.

## Achtergrond
Sinds het opheffen van de Zuid-Ossetische autonomie in 1990 en het herverdelen van de districten, lagen de districten Gori en Kareli gedeeltelijk en Dzjava geheel in het door Zuid-Ossetië geclaimde gebied. Met de hervormingen van het lokaal bestuur in 2006 werden er Tijdelijke Administratief-Territoriale Eenheden opgericht in delen van Zuid-Ossetië waar Georgië na de burgeroorlog in 1991-1992 het gezag nog over had (vooral etnisch Georgische dorpen). Zo werd Eredvi als tijdelijke gemeente opgericht en afgesplitst van Gori. Het komt overeen met het oostelijke deel van het feitelijke rurale district Tschinvali van Zuid-Ossetië.
Deze tijdelijke territoriale eenheden werden in mei 2007 onder een overkoepelend door Tbilisi erkend interim gezag over Zuid-Ossetië geplaatst, de 'Zuid-Ossetische Administratie'. Voor de gemeentelijke verkiezingen van 5 oktober 2006 werd de gemeenteraad op 14 zetels gezet. Dit was de eerste en laatste keer dat voor deze gemeente een Sakreboelo (gemeenteraad) werd gekozen.
Als gevolg van de oorlog in 2008 verloor Tbilisi het laatste stuk gezag over Zuid-Ossetië, en dus ook over Eredvi, waarmee deze bestuurlijke indeling vooral een papieren kwestie is geworden. Het door Tbilisi erkende bestuur over het territorium van Zuid-Ossetië, de Zuid-Ossetische Administratie, behartigt vanuit Tbilisi voornamelijk de belangen van de Georgische vluchtelingen die in enkele tientallen speciale nederzettingen in de omgeving van Zuid-Ossetië en andere delen van Georgië wonen. Deze dorpen liggen weliswaar in andere Georgisch bestuurde gemeenten maar vallen formeel de verantwoordelijkheid van de Tijdelijke Administratief-Territoriale Eenheden. Georgië beschouwt het gebied sinds 2008 door Rusland bezet.

## Administratieve onderverdeling
De tijdelijke gemeente Eredvi werd op 7 december 2006 geregistreerd met 14 dorpen, verdeeld over de vijf administratieve deeleenheden Eredvi, Vanati, Beloti, Ksoeisi en Artsevi. De gemeenteraad van Eredvi nam in 2022 een lijst aan met in totaal 104 nederzettingen die bij de gemeente zouden horen en nam daarbij een kaart aan met de territoriale verdeling van de administratieve deeleenheden.

## Oorlog 2008
De in 2006 Georgisch gecontroleerde delen van Eredvi lagen voornamelijk in het stroomdal van de rivier Kleine Liachvi (Patara Liachvi) en direct oostelijk van de Zuid-Osseetse hoofdstad Tschinvali. Vooral dat laatste maakte de dorpen Eredvi en Prisi het toneel van gevechten en bombardementen voor en tijdens de oorlog in augustus 2008. Met deze oorlog werden duizenden inwoners uit het gebied verdreven, en werden Georgisch bevolkte dorpen systematisch vernietigd. Satellietbeelden, getuigenissen en internationale missies ter plekke bevestigden dit.
Volgens aanklagers van het Internationaal Strafhof zijn in de periode augustus tot oktober 2008 49 etnisch Georgiërs in het voormalig Georgisch gecontroleerde deel van Eredvi gedood. Het noteerde stelselmatige vernietiging in de dorpen Argvitsi, Beroela, Disevi, Eredvi, Beloti, Ksoesi, Satscheneti en Vanati "met als doel de etnische Georgiërs met geweld van het grondgebied van Zuid-Ossetië te verdrijven". Het afbranden van de dorpen gebeurde nadat het staakt-het-vuren op 12 augustus 2008 was overeengekomen, en gebeurde in opdracht van het leiderschap van Zuid-Ossetië, zo stelden de aanklagers van het Strafhof. In totaal zouden 1.373 woningen in de gemeente Eredvi die aan etnische Georgiërs toebehoorden onbewoonbaar zijn gemaakt. Het Georgische ministerie van Binnenlandse Ontheemden uit de Bezette Gebieden en Vluchtelingen stelde in 2014 dat er 5.242 ontheemden zijn uit de gemeente Eredvi. In 2017 werd er in Zuid-Osseetse media bericht over de totale vernietiging van 268 huizen in het dorp Eredvi, met financiële steun uit Rusland ten behoeve van agrarische activiteiten.

## Demografie
Volgens de laatste Georgische volkstelling die in het gebied is gehouden (2002) hadden de 14 dorpen die de Georgisch gecontroleerde gemeente Eredvi vormden 5.156 inwoners. Deze dorpen hadden in meerderheid een etnisch Georgische samenstelling, met over het geheel een Georgisch bevolkingsaandeel van 89%. In 1923, een jaar na de vorming van de Zuid-Ossetische Autonome Oblast, kenden deze dorpen al een mono-etnisch Georgisch karakter. In de Sovjet-periode is dat iets verschoven met meer Osseten, maar met de burgeroorlog in 1991-1992 werden zij verjaagd uit deze dorpen. In 2008 overkwam dat vervolgens de Georgiërs. De meeste dorpen zijn sindsdien praktisch verlaten en onbewoonbaar gemaakt.
| Nederzettingen                                                                       | Nederzettingen                  | 1923     | 1923      | 1989     | 1989      | 2002     | 2002      | 2015     |  |
| Nederzettingen                                                                       | Nederzettingen                  | Inwoners | Georgisch | Inwoners | Georgisch | Inwoners | Georgisch | Inwoners |  |
| ------------------------------------------------------------------------------------ | ------------------------------- | -------- | --------- | -------- | --------- | -------- | --------- | -------- |  |
| Gemeente Eredvi                                                                      | Gemeente Eredvi                 |          |           |          |           | 5.156    | 89 %      |          |  |
| Administratieve eenheid Eredvi                                                       | Administratieve eenheid Eredvi  |          |           |          |           | 2.489    | 93 %      |          |  |
| Eredvi                                                                               | ერედვი                          | 1.624    | 98 %      | 1103     | 75 %      | 918      | 96 %      | 0        |  |
| Beroela                                                                              | ბერულა                          | 1.624    | 98 %      | 814      | 85 %      | 795      | 98 %      | 0        |  |
| Argvitsi                                                                             | არგვიცი                         | 1.624    | 98 %      | 508      | 90 %      | 561      | 98 %      | 0        |  |
| (Zemo) Prisi                                                                         | ფრისი                           | 125      | 100 %     | 329      | 38 %      | 215      | 53 %      | 219      |  |
|                                                                                      |                                 |          |           |          |           |          |           |          |  |
| Administratieve eenheid Ksoeisi                                                      | Administratieve eenheid Ksoeisi |          |           |          |           | 1.376    | 91 %      |          |  |
| Ksoeisi                                                                              | ქსუისი                          | 249      | 97 %      | 564      | 55 %      | 445      | 93 %      | 83       |  |
| Disevi                                                                               | დისევი                          | 248      | 100 %     | 679      | 74 %      | 805      | 89 %      | 0        |  |
| Tsjarebi                                                                             | ჭარები                          | 185      | 100 %     | 121      | 100 %     | 126      | 92 %      | 0        |  |
|                                                                                      |                                 |          |           |          |           |          |           |          |  |
| Administratieve eenheid Vanati                                                       | Administratieve eenheid Vanati  |          |           |          |           | 590      | 87 %      |          |  |
| Vanati                                                                               | ვანათი                          | 470      | 96 %      | 533      | 59 %      | 361      | 87 %      | 26       |  |
| Satschene(ti)                                                                        | საცხენე                         | 304      | 100 %     | 272      | 89 %      | 229      | 88 %      | 13       |  |
|                                                                                      |                                 |          |           |          |           |          |           |          |  |
| Administratieve eenheid Beloti                                                       | Administratieve eenheid Beloti  |          |           |          |           | 235      | 83 %      |          |  |
| Beloti                                                                               | ბელოთი                          | 220      | 98 %      | 157      | 90 %      | 106      | 89 %      | 0        |  |
| Chosjoeri                                                                            | ხოშური                          | 135      | 100 %     | 28       | 78 %      | -        | -         | 0        |  |
| (Kvemo en Zemo) Zonkari                                                              | ზონკარი                         | 203      | 98 %      | 43       | 0 %       | 111      | 85 %      | 0        |  |
| Atrischevi                                                                           | აწრისხევი                       | 165      | 100 %     | 43       | 58 %      | 18       | 39 %      | 0        |  |
|                                                                                      |                                 |          |           |          |           |          |           |          |  |
| Administratieve eenheid Artsevi                                                      | Administratieve eenheid Artsevi |          |           |          |           | 466      | 69 %      |          |  |
| Artsevi                                                                              | არცევი                          | n.b.     | n.b.      | 482      | 30 %      | 466      | 69 %      | 150      |  |
| Verantwoording data: 1923, 1989, volkstelling 2002, Zuid-Osseetse volkstelling 2015. |                                 |          |           |          |           |          |           |          |  |